# Ahmed Ressam
Ahmed Ressam (in arabo احمد رسام‎?; Bou Ismaïl, 19 maggio 1967) è un terrorista algerino.
Fu un membro di Al-Qaida. È stato condannato per aver ordito un attentato dinamitardo contro l'Aeroporto Internazionale di Los Angeles per la Notte di San Silvestro 1999. Soprannominato dai media americani The Millennium Bomber, sta scontando una condanna di ventidue anni di prigione negli Stati Uniti.

## Biografia
Ressam è nato in Algeria il 19 maggio 1967. Nel 1994 entrò in Canada con passaporto francese. Interrogato dagli ufficiali dell'immigrazione presso l'Aeroporto Internazionale di Montréal-Dorval a Montréal, Québec, si dichiarò rifugiato e inventò una storia di persecuzione in Algeria. Stabilitosi a Montréal visse nell'illegalità e omise di presentarsi a un'udienza per l'ottenimento di asilo politico. La sua domanda di status di rifugiato fu quindi rifiutata e venne emesso un mandato di arresto contro di lui. Ressam poi ottenne un passaporto canadese, sotto falso nome ("Benni Norris") e riuscì a evitare l'espulsione.
Ressam utilizzo quel passaporto per recarsi in Afghanistan nel 1998, dove frequentò campi di addestramento per terroristi. Lá ha imparato a maneggiare armi, a fabbricare esplosivi e veleni. Nei primi mesi del 1999, Ressam ritornò a Montréal e preparò il suo piano per attaccare un aeroporto o un'ambasciata degli Stati Uniti. La sua scelta cadde sull'Aeroporto Internazionale di Los Angeles, in California.
Il 14 dicembre 1999 Ahmed Ressam attraversò la frontiera tra Canada e Stati Uniti d'America a Port Angeles, fra la Columbia Britannica e lo stato di Washington. Insospettiti dal nervosismo mostrato da Ressam mentre scendeva da un traghetto, gli ispettori lo interrogarono con più attenzione. Ressam, in crisi di panico, cercò di fuggire. I doganieri scoprirono della nitroglicerina e diversi detonatori, nascosti all'interno di una gomma di scorta che Ressam trasportava nella sua automobile. Trovato in possesso di 59 kg di esplosivi, è stato arrestato in flagrante e subito interrogato dall'FBI.
Ahmed Ressam aveva condiviso per tre settimane una camera di hotel, a Montréal, con un certo Abdelmajid Dahoumane, sospetto terrorista. Una valigia trovata in quella stanza fu analizzata e furono rinvenute tracce di prodotti chimici utilizzati nella produzione di bombe artigianali. Ressam ammise che i due individui avevano fabbricato bombe insieme, ma precisó di non aver mai comunicato a Dahoumane il luogo dove aveva pianificato di effettuare l'attentato.
Abdelghani Meskini, un algerino residente nel quartiere di Brooklyn, membro dell'organizzazione terroristica, fu arrestato a Seattle mentre attendeva Ressam. Meskini era in possesso di documenti che indicavano come responsabile dell'operazione Mohamed Ould Salahi, un Mauritano, imam della moschea Es-Sunna di Montréal, che riuscì a fuggire.
Ressam nel 2001, durante le indagini a suo carico, collaborò con le autorità americane e rivelò la presenza di cellule dormienti di Al-Qaida negli Stati Uniti. Qualche mese più tardi queste informazioni si troveranno nel President's Daily Brief presentato al presidente George W. Bush il mattino del 6 agosto 2001, intitolato Bin Ladin Determined To Strike in US, che fece gran rumore dopo gli attentati dell'11 settembre 2001.
Il 27 luglio 2005 Ahmed Ressam è stato condannato da un tribunale di Seattle a 22 anni di prigione, più 5 anni di libertà vigilata una volta rimesso in libertà.
Il 16 gennaio 2007, una corte d'appello di San Francisco ha annullato la sentenza pronunciata contro Ressam nel 2005, ma ha ribadito la sua colpevolezza e chiesto a un giudice di stabilire una nuova pena. L'appello degli avvocati di Ressam si basava su dichiarazioni che il loro cliente aveva fatto ai doganieri nel momento del suo arresto, nel dicembre 1999. Anche l'ufficio del procuratore, giudicando troppo clemente la condanna iniziale, fece appello nell'agosto 2005. Nell'ottobre 2012 la condanna di Ressam è stata convertita in 37 anni di prigione. Ressam sta scontando la pena presso il carcere di massima sicurezza ADX Florence, in Colorado.